# تل سه برادرون
تل سه برادرون مربوط به سده‌های میانه دوران‌های تاریخی پس از اسلام است و در شهرستان استهبان، بخش مرکز ی، ۱ کیلومتری شرق شهر ایچ واقع شده و این اثر در تاریخ ۱۸ شهریور ۱۳۸۷ با شمارهٔ ثبت ۲۳۳۸۱ به‌عنوان یکی از آثار ملی ایران به ثبت رسیده است.